# 折島
折島（おりしま/おれしま）は、長崎県南松浦郡新上五島町の青方湾に浮かぶ島である。1976年（昭和51年）に無人島となった。

## 概要

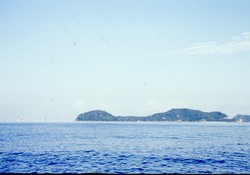
1983年撮影

- 面積 - 約0.32km2
- 全長約 - 890m
- 最大高 - 89.7m
- 最大人口 - 244人（1955年）

## 歴史
寛政年間に、長崎の大村藩からキリシタン7戸が島を買い上げ移住したのが定住の起源とされる。島内ではほぼ自給自足の生活が行われていたが、その一方で慢性的な水不足に苦しめられていた。
最盛期には244人が暮らしていたが、1960年代から過疎化に転じ、さらに1970年に過疎地域対策緊急措置法が成立したことで集団移住交渉が本格化し、最終的には1976年（昭和51年）3月に移住が成立。住民の多くは中通島の上五島町（当時）の青方郷に代替地として設けられた折島団地に移住した。
その後、隣の柏島にまたがる格好で上五島国家石油備蓄基地の建設計画が浮上。住民が所有していた土地の買い上げを巡って交渉は難航を極めたが、1988年9月末に施設が完成している。なお、現在折島・柏島には一般人の立ち入りはできない。

## 施設
- 浜ノ浦小学校折島分校：1918年（大正7年）開校、1966年（昭和41年）廃校。
- 折島天主堂（折島教会）:1930年（昭和5年）献堂のカトリック教会。1963年（昭和38年）に2代目の教会に建て替えられたが、その13年後に住民の集団移住に伴い青方教会に統合されて廃堂となり、教会も解体された。

## 隣接する島
いずれも海を挟んで隣接し、中通島以外は無人島である。石油備蓄基地建設の際に柏島との間には橋がかけられたが、その他の島との間には橋は架けられていない。
- 中通島
- 柏島
- 祝言島
- トーセン島